# Блакос
Блакос (шп. Blacos) је општина у покрајини Сорија у аутономној заједници Кастиља и Леон, Шпанија.